# Конфессия
Конфе́ссия (от лат. confessio — «испове́дание») — особенность религии в пределах определённого  учения, а также объединение верующих, придерживающихся этого вероисповедания. Например, в христианстве, церкви, в исповедании употребляющие разные символы веры, образуют разные конфессии. В общем значении слова термин «конфессия» является синонимом определённого направления в рамках отдельной религии. Иногда отождествляется с термином «деноминация».

## Примеры конфессий
- Христианство[3]

- Арианство
- Несторианство
- Православие
  - Миафизитство
  - Халкидонское православие

- Католицизм
- Протестантизм

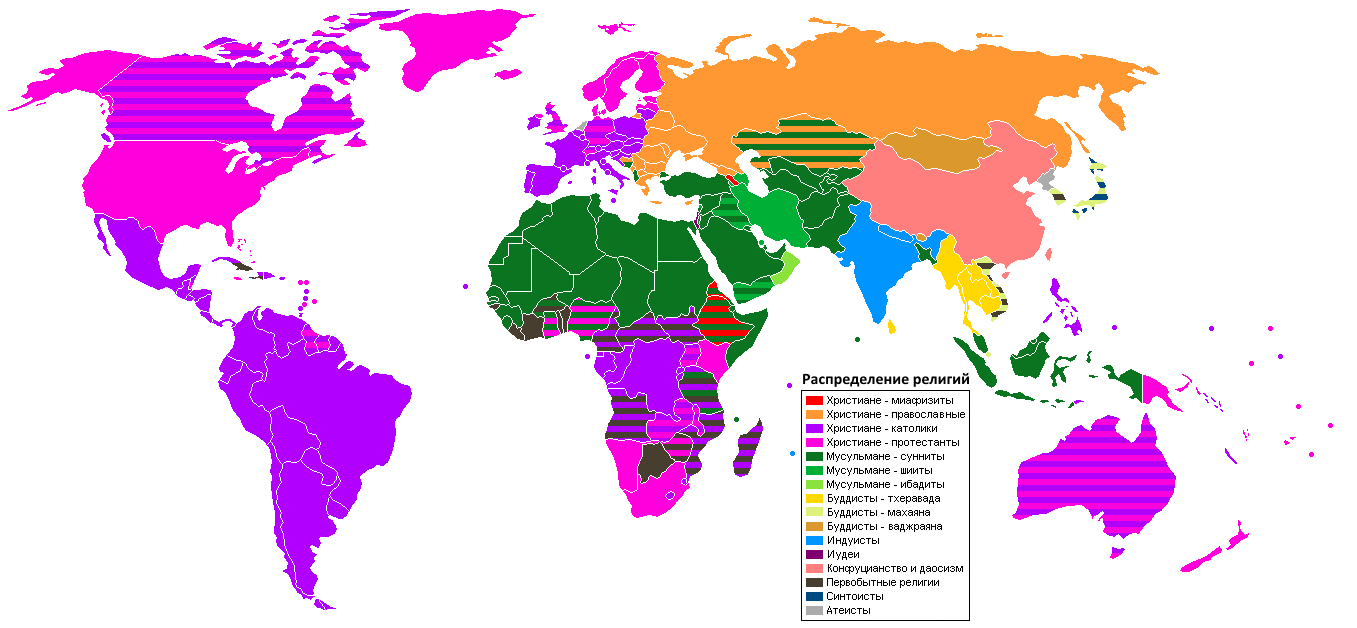
Распределение преобладающих религий и конфессий по странам: православие· древневосточные православные церкви· католицизм· протестантизм· суннизм· шиизм· ибадизм· тхеравада· махаяна· ваджраяна· индуизм

  - Пятидесятничество, англиканство и др.

- Ислам

- Суннизм
- Шиизм

- Зейдизм
- Имамизм
- Исмаилизм

- Ибадизм

- Буддизм

- Тхеравада
- Махаяна
- Ваджраяна

- Иудаизм

- Ортодоксальный иудаизм
- Хасидизм
- Реформистский иудаизм
- Мессианский иудаизм
- Самаритянский
- Караимизм

## Конфессиональное деление в христианстве
Единого мнения о разделении христианства на исповедания и количество конфессий не существует. Однако широко распространено мнение, что христианство делится на три конфессии — католицизм, протестантизм и православие. Но с таким упрощённым делением в одной конфессии оказываются на самом деле разные по вероисповеданию группы.
К протестантизму помимо лютеран, англикан и кальвинистов, отделившихся от Католической церкви во времена Реформации, относят и течения, возникшие позже в рамках уже самого протестантизма, например, баптистов, пятидесятников и других. Что касается адвентистов седьмого дня, то некоторые протестантские теологи относят их к культам, отмечая, впрочем, «зарождение в их рядах евангелического движения» с конца 1950-х годов. К протестантизму не относят некоторые из религиозных течений, возникших в XIX веке, например, свидетели Иеговы (и не относят сами себя), мормоны, а также в XX веке, например, мунисты.
Не менее сложна ситуация и с историческими церквями. Так, относящие себя к католицизму старокатолики и другие группы, называющие себя «католическими», не признаются таковыми Католической церковью, поскольку основной признак католицизма — в признании папы римского главою церкви. К православию себя относят две разные группы церквей, одинаково называющих себя «православными» — нехалкидонские Древневосточные православные церкви и халкидонские Восточные православные церкви византийской традиции. При этом взаимоотношения между ними варьируют от взаимопризнания до обвинений в ересях.
Кроме того, в такую трёхчастную схему не вписывается Ассирийская церковь Востока и Древняя Ассирийская церковь Востока — единственные церкви, исповедующие несторианство, а стало быть в своём лице являющая отдельную христианскую конфессию. Также, такое деление совершенно не учитывает противников тринитарной концепции среди христиан, к числу которых из действующих религиозных организаций относятся, в частности, филиппинская Церковь Христа (действует в международном масштабе), Унитарианская церковь Трансильвании и иные организации, придерживающиеся унитарианства, а также Свидетели Иеговы, Церковь Иисуса Христа Святых последних дней и другие.
Христианские конфессии согласно хронологии их обособления:
- Эбиониты
- Арианство
- Древневосточная Ассирийская церковь Востока
- Древневосточные православные церкви
- Византийское православие и католицизм (обособились одновременно друг от друга)
- Протестантизм
- Реставрационизм
- Парахристианство (псевдохристианство)

## Конфессиональное деление в иудаизме
Современный Талмудический иудаизм включает различные конфессии. Самыми крупными являются ортодоксальный иудаизм (включающий, в свою очередь, хасидов, литваков, современную ортодоксию, религиозных сионистов), реформистское и консервативное течения (в основном, в США и Канаде). В некоторых странах течение, приблизительно соответствующее реформистскому, называется «либеральным» (либо «прогрессивным») иудаизмом, а сторонников консервативного иудаизма вне США и Канады называют «масорти».

## Конфессиональное деление в исламе
Расхождение течений в исламе началось при Омейядах и продолжалось во времена Аббасидов, когда учёные начали переводить на арабский язык труды древнегреческих и иранских учёных, анализировать и интерпретировать эти труды с исламской точки зрения.
Примерно 85—90 % мусульман мира составляют сунниты, остальные — шииты вместе с небольшим меньшинством, в которое входят члены исламских сект (ахмадиты, алавиты, друзы, ибадиты, исмаилиты).

## Конфессиональное деление в буддизме
На основе махаянских представлений буддизм часто делят на Хинаяну («Малую колесницу») и Махаяну («Великую колесницу»), отдельно от последней также часто выделяют Ваджраяну («Алмазную колесницу»). Хинаяна также может делиться на колесницу шравак и колесницу пратьекабудд, образуя таким образом вместе с Махаяной Три колесницы по другому принципу.

## Конфессии в России
С целью обеспечения в РФ свободы вероисповедания федеральный закон «О свободе совести и религиозных объединениях в Российской Федерации», признавая «особую роль православия в истории России, в становлении и развитии её духовности и культуры» и подчёркивая уважение ко всем мировым религиям, «составляющим неотъемлемую часть исторического наследия народов России», провозглашает «равенство перед законом» всех конфессий.
Статья 13, часть 2 федерального закона определяет особый статус иностранных религиозных организаций (созданных за пределами Российской Федерации в соответствии с законодательством иностранного государства). Они имеют право открывать свои представительства на территории Российской Федерации, в том числе при российских религиозных организациях. Однако данные представительства не могут заниматься культовой и иной религиозной деятельностью, и на них не распространяется статус «религиозного объединения», установленный федеральным законом. Данные ограничения предполагают дифференциацию по юрисдикционному, а не конфессиональному признаку.